# HeroQuest (компьютерная игра)
HeroQuest — компьютерная игра для домашних компьютеров, выпущенная в 1991 году компанией Gremlin Graphics по одноимённой настольной игре. Чуть позже вышло дополнение — HeroQuest: Return of the Witch Lord, содержащее дополнительные 10 заданий. В 1994 году вышло прямое продолжение — HeroQuest II: Legacy of Sorasil. По жанру HeroQuest относится к RPG с элементами стратегии. В списке 100 лучших игр для ZX Spectrum по версии журнала CRASH игра занимала 48-ю позицию.

## Сюжет и игровой процесс
Игрок управляет четырьмя персонажами: barbarian (варвар), dwarf (гном), elf (эльф) и wizard (волшебник). Цель игры — выполнить четырнадцать миссий в лабиринтах, сражаясь с врагами и собирая различные сокровища. В награду персонажи получают деньги, на которые можно покупать оружие и заклинания. Новая миссия становится доступна после прохождения предыдущей.
В версии для ZX Spectrum персонажей зовут Sigmar (варвар), Ladril (эльф), Grugni (гном) и Zoltan (волшебник). В версии для Amiga имена гнома и волшебника были несколько иными: Grungi и Zoltar.

## Миссии
- Миссия 1. THE MAZE — Лабиринт
- Миссия 2. THE RESCUE OF SIR RAGNAR — спасение сэра Рагнара
- Миссия 3. LAIR OF THE ORC WARLORD / Логово предводителя орков
- Миссия 4. PRINCE MAGNUS' GOLD — Золото принца Магнуса
- Миссия 5. MELAR’S MAZE / Меларский лабиринт
- Миссия 6. LEGACY OF THE ORC WARLORD / Наследство предводителя орков
- Миссия 7. THE STONE HUNTER / Упорный охотник
- Миссия 8. THE FIRE MAGE / Огненный маг
- Миссия 9. RACE AGAINST TIME / Наперегонки со временем
- Миссия 10. CASTLE OF MISTERY / Замок тайн
- Миссия 11. BASTION OF CHAOS / Бастион хаоса
- Миссия 12. BARAK TOR, HOME OF THE WITCHLORD / Барак Тор, пристанище Хозяйки ведьм
- Миссия 13. QUEST FOR THE SPIRIT BLADE / Поиски святого лезвия
- Миссия 14. RETURN TO BARAK TOR / Возвращение в Барак Тор